# Symplektická varieta
Symplektická varieta je pojem z matematiky, přesněji z diferenciální geometrie. Formalizuje v rámci matematiky fyzikální pojem fázového prostoru.

## Definice
Dvojici {\displaystyle (M,\omega )} nazveme symplektická varieta, pokud {\displaystyle M} je (hladká) varieta a {\displaystyle \omega } je tzv. symplektická diferenciální forma na {\displaystyle M}, tj. pro každé {\displaystyle m\in M} je {\displaystyle (T_{m}M,\omega _{m})} symplektický vektorový prostor a navíc {\displaystyle d\omega =0}, tj. {\displaystyle \omega } je uzavřená.

## Poznámka
{\displaystyle T_{m}M} je tzv. tečný prostor k {\displaystyle M} v bodě {\displaystyle m\in M} a {\displaystyle \omega _{m}} je vyčíslení diferenciální
{\displaystyle 2}-formy {\displaystyle \omega } v bodě {\displaystyle m}, tj. bilineární forma. Operátor {\displaystyle d} je tzv. de Rhamův diferenciál či vnější diferenciál.

## Příklady
1) Kotečný bandl libovolné hladké variety konečné dimenze vybavený diferenciálem tzv. Liouvilleovy formy je symplektická varieta. Speciálně symplektický vektorový prostor je symplektická varieta. Kotečné bandly jsou matematické modely fázových prostorů.
2) Torus {\displaystyle T^{2}} spolu s formou {\displaystyle d\phi \wedge d\theta }, kde {\displaystyle \phi } a {\displaystyle \theta } jsou tzv. poledníkové a rovnoběžníkové souřadnice na toru, je symplektická varieta. Analogicky pro tory vyšších dimenzí. Obdobně libovolný torus sudé dimenze je symplektickou varietou. Eliptická křivka nad tělesem komplexních čísel, protože je z hlediska diferenciální geometrie torem, je rovněž symplektická.
3) Sféra {\displaystyle S^{2}} spolu s formou {\displaystyle d\theta \wedge d\phi ,} kde {\displaystyle \phi } a {\displaystyle \theta } jsou std. souřadnice na sféře, je symplektická varieta. Jde o jedinou sféru, na níž existuje symplektická forma, jak plyne z tvrzení níže a z toho, že {\displaystyle i}-tá (ko)homologická grupa sfér {\displaystyle S^{n}} je až na první a {\displaystyle n}-tou nula.
4) Každá Kahlerova varieta je symplektická. Existují ale symplektické variety, které nejsou Kahlerovy.

## Tvrzení
1. Pokud {\displaystyle (M,\omega )} je kompaktní symplektická varieta, potom {\displaystyle \omega } není exaktní, tj. speciálně druhá kohomologická grupa {\displaystyle H^{2}(M,\mathbb {R} )\neq 0.}

2. Darbouxova věta: Pokud {\displaystyle (M,\omega )} je symplektická varieta dimenze {\displaystyle 2n}, pak pro každé {\displaystyle m\in M} existuje mapa {\displaystyle (U,\phi )} ({\displaystyle m\in U,\phi :U\to \mathbb {R} ^{2n}}), že {\displaystyle (\phi ^{-1})^{*}\omega =\sum _{i=1}^{2l}dp^{i}\wedge dq_{i}}, kde {\displaystyle p^{i},q_{i},i=1,\ldots ,n} jsou standardní souřadnice na {\displaystyle \mathbb {R} ^{2n}\simeq \mathbb {R} ^{n}\oplus \mathbb {R} ^{n}}.
Darbouxova věta říká, že symplektická varieta nemá žádné lokální diferenciálně geometrické invarianty, tj. lokálně vypadá symplektická forma vždy stejně. Globální alespoň částečné invarianty existují, viz předchozí větu.

## Aplikace
Teorie symplektických variet nabízí matematický model Hamiltonovy mechaniky. Je podstatnou složkou tzv. zrcadlité symetrie pocházející z teorie strun.
Postupuje se takto. Nechť {\displaystyle (M,\omega )} je symplektická varieta a nechť {\displaystyle H} je hladká funkce na {\displaystyle M} (každá taková funkce se v klasické mechanice nazývá Hamiltonián). Vektorové pole {\displaystyle X} na {\displaystyle M} se nazývá Hamiltonovo vektorové pole pro Hamiltonovský systém, pokud
{\displaystyle \iota _{X}\omega =dH}, kde {\displaystyle \iota _{X}\omega } je kontrakce tenzorového pole omega polem X. {\displaystyle X_{H}}
Integrální křivky pole {\displaystyle X} jsou možnými pohyby mechanického systému s Hamiltoniánem {\displaystyle H}.
Poissonova závorka je {\displaystyle \mathbb {R} }-bilineární zobrazení {\displaystyle \{,\}:{\mathcal {C}}^{\infty }(M)\times {\mathcal {C}}^{\infty }(M)\to \mathbb {R} } definované {\displaystyle \{f,g\}(m)=\omega _{m}(X_{f},X_{g}),}, {\displaystyle f,g\in {\mathcal {C}}^{\infty }(M)} a {\displaystyle m\in M}.
Z toho, že symplektická forma je uzavřená, plyne tzv. Jacobiho identita pro Poissonovu závorku
{\displaystyle \{\{f,g\},h\}+\{\{h,f\},g\}+\{g,h\},f\}=0.}